# Heliconia solomonensis
Heliconia solomonensis är en enhjärtbladig växtart som beskrevs av Walter John Emil Kress. Heliconia solomonensis ingår i släktet Heliconia och familjen Heliconiaceae. Inga underarter finns listade.